# Prototheria
I prototeri (dal greco prōtos, primo, e thēr, animale selvatico) sono un taxon incluso nei mammiferi come sottoclasse, al quale appartengono i monotremi.
I primi rappresentanti di questo taxon sembrano essere vissuti fra il Cretaceo ed il Cenozoico; al giorno d'oggi, i prototeri sono quasi tutti estinti e gli unici rappresentanti della sottoclasse sono l'ornitorinco e le poche specie di echidna.
Quando nel 1880 furono proposti i nomi Prototheria, Metatheria ed Eutheria per classificare rispettivamente monotremi, marsupiali e placentati (sia viventi che fossili), tali gruppi vennero considerati sottoclassi nell'ambito dei mammiferi; ai giorni nostri, si tende invece a considerare Metatheria ed Eutheria come infraclassi nell'ambito della sottoclasse dei Theria.
Posizioni ancora più estreme vogliono ancora modificare la loro collocazione introducendo i concetti di coorte o magnordine in senso cladistico, per enfatizzare le parentele fra mammiferi estinti e viventi.
D'altro canto, i prototeri possiedono vari caratteri (presenza di una lamina anteriore nella calotta cranica in contrasto con l'alisfenoide degli altri Theria, organizzazione lineare anziché triangolare delle cuspidi dei molari) che li avvicinano a gruppi estinti come Morganucodonta, Docodonta, Triconodonta e Multituberculata, che alcuni studiosi propongono di accorpare ai Prototheria in un unico taxon del quale i monotremi sarebbero gli unici rappresentanti viventi.
Tuttavia, questa proposta è assai discussa, in quanto la lamina anteriore negli altri Theria è presente allo stadio embrionale, salvo poi fondersi con l'alisfenoide durante lo sviluppo embrionale.
Per quanto riguarda i molari, allo stadio embrionale (gli attuali monotremi sono privi di denti nella fase adulta) hanno un'organizzazione simile a quella dei Theria, che però  in seguito sviluppano arrangiamento triangolare delle cuspidi. Recenti ritrovamenti fossili di prototeri hanno mostrato alcune peculiarità nella dentizione che hanno portato alcuni studiosi all'istituzione di uno nuovo clado, gli Australosphenida, nei quali l'organizzazione triangolare delle cuspidi si sarebbe evoluta parallelamente a quella dei Theria.
L'ipotesi degli Australosphenida rimane controversa, e la maggior parte degli studiosi preferisce mantenere la sottoclasse Prototheria, in contrasto agli altri Theria.

## Lista di animali monotremi
- Ornithorhynchus anatinus - ornitorinco
- Tachyglossus aculeatus - echidna istrice o dal becco corto
- Zaglossus bruijni - echidna dal becco lungo occidentale o zaglosso
- Zaglossus attenboroughi - echidna dal becco lungo di Sir David
- Zaglossus bartoni - echidna dal becco lungo orientale